# Bioidrogenazione
La bioidrogenazione consiste in una serie di reazioni chimiche ad opera dei batteri che effettuano la fermentazione all'interno del rumine. Si tratta della trasformazione di acidi grassi insaturi cis in quelli saturi, sostituendo il doppio legame carbonio-carbonio con un legame singolo con l'idrogeno. La reazione non avviene in un unico stadio ma in più passaggi che comprendono la formazione di acidi grassi trans, gli isomeri dei corrispondenti cis. Ad esempio dalla bioidrogenazione dell'acido linoleico a stearico, si formano due intermedi: l'acido vaccenico C19:1 T11 e l'acido rumenico C18:2 C9, T11.